# Thái Bình Dương
Thái Bình Dương (Tiếng Anh: Pacific Ocean) là đại dương lớn nhất và sâu nhất trong năm phân vùng đại dương của Trái Đất. Nó kéo dài từ Bắc Băng Dương ở phía bắc đến Nam Đại Dương (hoặc, tùy theo định nghĩa, đến Nam Cực) ở phía nam, và được bao bọc bởi các lục địa châu Á và châu Đại Dương ở phía Đông và châu Mỹ ở phía Tây.
Với diện tích 165.250.000 kilômét vuông (63.800.000 dặm vuông Anh) (nếu được định nghĩa với biên giới phía nam là Nam Cực), phân vùng lớn nhất này của Đại dương Thế giới và của thủy quyển bao phủ khoảng 46% bề mặt nước của Trái Đất và khoảng 32% tổng diện tích bề mặt của nó, lớn hơn toàn bộ diện tích đất của Trái Đất cộng lại—148.000.000 km2 (57.000.000 dặm vuông Anh). Tâm của cả Bán cầu Nước và Bán cầu Tây, cũng như cực không thể tiếp cận của đại dương, đều ở Thái Bình Dương. Hoàn lưu đại dương (do hiệu ứng Coriolis gây ra) tiếp tục chia nó thành hai khối nước phần lớn độc lập gặp nhau ở xích đạo: Bắc Thái Bình Dương và Nam Thái Bình Dương. Thái Bình Dương cũng có thể được phân chia không chính thức theo Đường đổi ngày quốc tế thành Đông Thái Bình Dương và Tây Thái Bình Dương, cho phép nó được tiếp tục phân chia thành bốn phần tư, cụ thể là Đông Bắc Thái Bình Dương ngoài khơi Bắc Mỹ, Đông Nam Thái Bình Dương ngoài khơi Nam Mỹ, Tây Bắc Thái Bình Dương ngoài khơi Viễn Đông châu Á, và Tây Nam Thái Bình Dương xung quanh châu Đại Dương.
Độ sâu trung bình của Thái Bình Dương là 4.000 mét (13.000 foot). Vực thẳm Challenger in the Rãnh Mariana, nằm ở tây bắc Thái Bình Dương, là điểm sâu nhất trên thế giới được biết đến, đạt độ sâu 10.928 mét (35.853 foot). Thái Bình Dương cũng chứa điểm sâu nhất ở Bán cầu Nam—Vực thẳm Horizon ở Rãnh Tonga—tại độ sâu 10.823 mét (35.509 foot). Điểm sâu thứ ba trên Trái Đất, Vực thẳm Sirena, cũng nằm trong Rãnh Mariana.
Tây Thái Bình Dương có nhiều vùng biển cận biên lớn, bao gồm Biển Philippines, Biển Đông, Biển Hoa Đông, Biển Nhật Bản, Biển Okhotsk, Biển Bering, Vịnh Alaska, Mar de Grau, Biển Tasman, và Biển San Hô.

## Từ nguyên
Vào đầu thế kỷ thứ 16, nhà thám hiểm người Tây Ban Nha Vasco Núñez de Balboa đã băng qua eo đất Panama vào năm 1513 và nhìn thấy "Biển phương Nam" rộng lớn mà ông đặt tên là Mar del Sur (trong tiếng Tây Ban Nha). Sau đó, tên hiện tại của đại dương này được đặt bởi nhà thám hiểm người Bồ Đào Nha Ferdinand Magellan trong chuyến hành trình vòng quanh thế giới của Tây Ban Nha vào năm 1521, khi mà ông bắt gặp những cơn gió thuận lợi khi đến đại dương. Ông gọi nó là Mar Pacífico, trong cả tiếng Bồ Đào Nha và tiếng Tây Ban Nha đều có nghĩa là 'biển thái bình'.

## Lịch sử khám phá

### Các cuộc di cư ban đầu

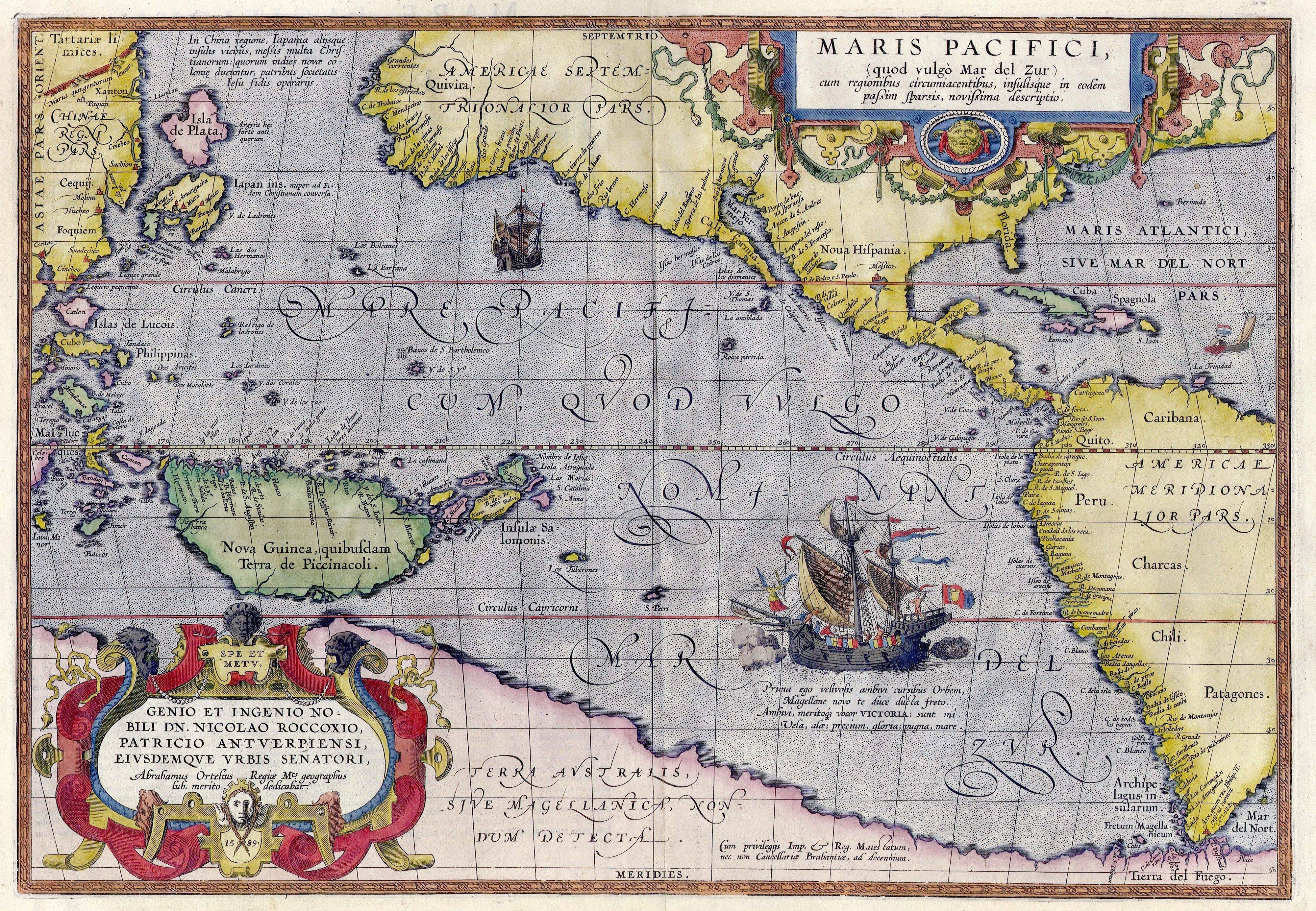
Maris Pacifici của Ortelius (1589), một trong những bản đồ in đầu tiên mô tả Thái Bình Dương; xem thêm: bản đồ Waldseemüller (1507).

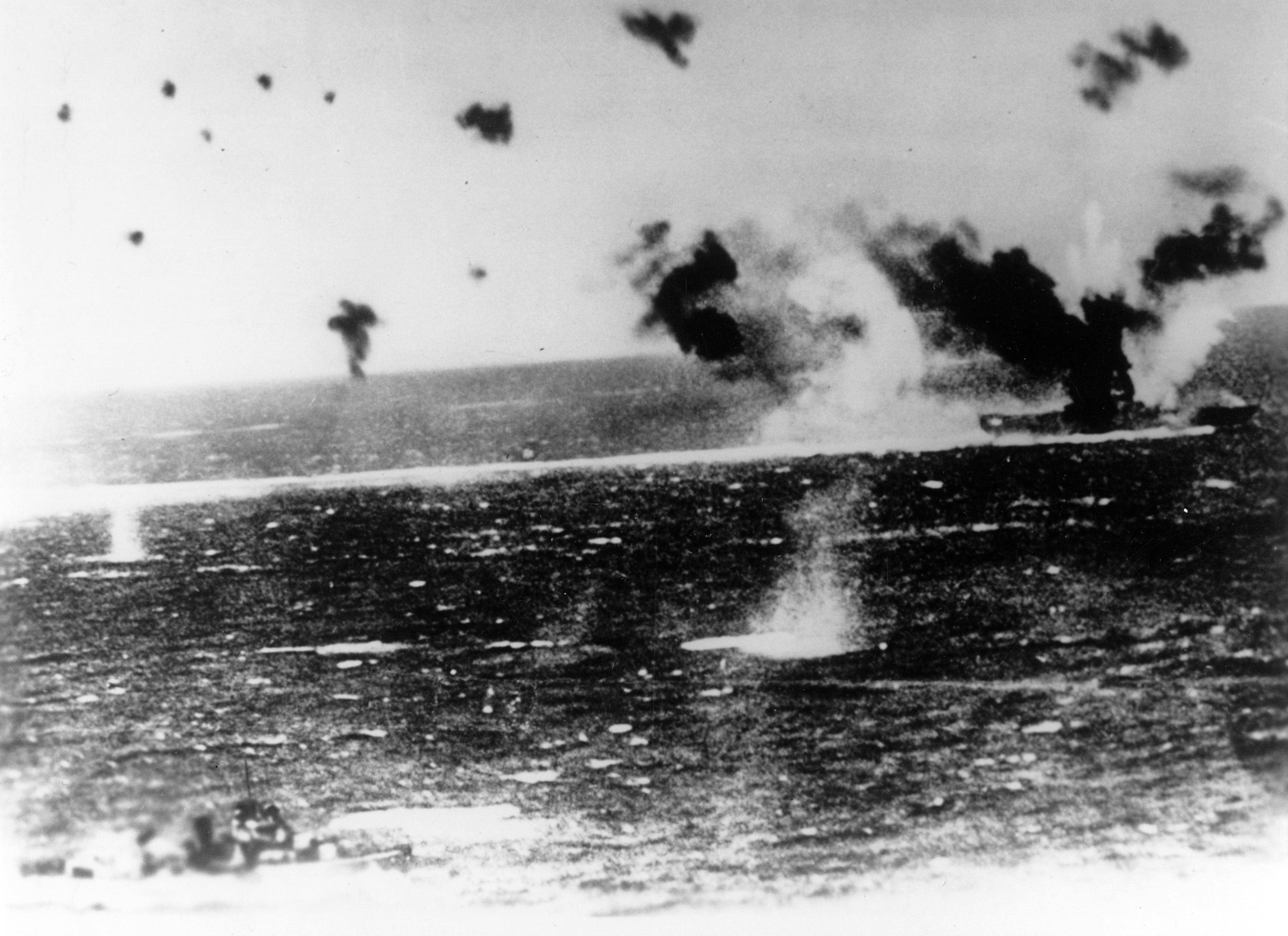
Tàu sân bay USS Lexington chịu sự không kích trong Trận chiến biển Coral, 8 tháng 5 năm 1942

Các cuộc di cư quan trọng diễn ra vào thời tiền sử. Khoảng năm 3000 trước công nguyên, những người Austronesia trên đảo Đài Loan đã làm chủ được những chuyến đi đường dài bằng xuồng và họ đã truyền bá bản thân và ngôn ngữ của mình xuống phía nam đến Philippines, Indonesia, và Đông Nam Á hải đảo; về phía tây đến Madagascar; phía đông nam đến New Guinea và Melanesia; và phía đông đến quần đảo Micronesia, châu Đại Dương và Polynesia.
Thương mại đường dài phát triển dọc khắp các vùng duyên hải từ Mozambique đến Nhật Bản. Hoạt động buôn bán, đi kèm với đó là tri thức, đã vươn tới quần đảo Indonesia nhưng có vẻ như chưa đến Úc. Ít nhất vào khoảng năm 878, thời điểm xuất hiện một khu người Hồi giáo định cư ở Quảng Châu, hoạt động thương mại khi đó đa phần nằm dưới sự kiểm soát của người Hồi giáo và Ả rập.

### Sự khám phá của người châu Âu

Bản đồ Thái Bình Dương trong thời kỳ thăm dò của người châu Âu, khoảng 1702–1707.

Bản đồ Thái Bình Dương trong thời kỳ thăm dò của người châu Âu, khoảng 1754.

Lần tiếp xúc đầu tiên của những nhà thám hiểm châu Âu với rìa Tây Thái Bình Dương là chuyến đi của đoàn thám hiểm người Bồ Đào Nha đến quần đảo Maluku vào năm 1512 do António de Abreu và Francisco Serrão dẫn đầu, tiếp theo là cuộc thám hiểm đến vùng Hoa Nam của Jorge Álvares năm 1513, cả hai đều thực hiện theo lệnh của Afonso de Albuquerque.
Phần Đông Thái Bình Dương được khám phá bởi nhà thám hiểm người Tây Ban Nha Vasco Núñez de Balboa vào năm 1513 sau chuyến đi vượt eo đất Panama tới đại dương mới. Ông đã đặt tên cho nó là Mar del Sur (nghĩa đen: "Nam Hải" hay "Biển phương Nam") vì vùng biển này nằm ở phía nam của eo đất, địa điểm mà ông quan sát nó lần đầu.
Sau này, nhà thám hiểm người Bồ Đào Nha Ferdinand Magellan đã dẫn đầu chuyến thám hiểm vòng quanh thế giới bằng thuyền của người Tây Ban Nha khởi hành vào năm 1519. Magellan gọi đại dương này là Pacífico (yên bình), lý do bởi đoàn thám hiểm thấy đây là nơi có thời tiết đẹp sau khi họ từng trải qua những vùng biển giông tố gần Cape Horn. Để vinh danh Magellan, tên gọi Biển Magellan thường được sử dụng để chỉ đại dương này cho tới thế kỷ thứ XVIII. Sau sự kiện Magellan thiệt mạng tại Philippines năm 1521, nhà thám hiểm người Tây Ban Nha Juan Sebastián Elcano đã dẫn đầu đoàn di chuyển vượt Ấn Độ Dương và Mũi Hảo Vọng quay trở về quê hương, qua đó hoàn thành chuyến hành trình vòng quanh thế giới lần đầu tiên vào năm 1522. Trong giai đoạn 1525–1527, quần đảo Caroline và Papua New Guinea được khám phá sau các chuyến thám hiểm đường biển của người Bồ Đào Nha vòng quanh và phía đông quần đảo Maluku. Những người Bồ Đào Nha cũng đã đến Nhật Bản vào các năm 1542–43.
Năm 1564, Miguel López de Legazpi dẫn đầu một chuyến hành trình bao gồm năm con tàu Tây Ban Nha chở 379 nhà thám hiểm vượt đại dương từ Mexico đến Philippines và quần đảo Mariana. Trong giai đoạn còn lại của thế kỷ XVI, vai trò của người Tây Ban Nha là tối quan trọng, với những chuyến tàu khởi hành từ Mexico và Peru vượt Thái Bình Dương, qua Guam đến Philippines, hình thành nên Đông Ấn Tây Ban Nha. Trong vòng hai thế kỷ rưỡi, những chiếc thuyền buồm Manila đã kết nối Manila và Acapulco qua một trong những tuyến đường giao thương dài nhất lịch sử. Bên cạnh đó, các cuộc thám hiểm của người Tây Ban Nha còn khám phá ra các quần đảo ở Nam Thái Bình Dương như Tuvalu, quần đảo Marquises, quần đảo Cook, quần đảo Solomon, và quần đảo Admiralty.
Sau này, trong công cuộc tìm kiếm Terra Australis (vùng đất [lớn] phía nam), những nhà thám hiểm người Tây Ban Nha thế kỷ XVII đã khám phá ra quần đảo Pitcairn và Vanuatu; và họ đã chèo thuyền qua eo biển Torres nằm giữa Úc và New Guinea. Các nhà thám hiểm Hà Lan cũng tham gia vào hoạt động thương mại và khám phá; vào năm 1942 Abel Janszoon Tasman phát hiện ra Tasmania và New Zealand.
Trong hai thế kỷ XVI và XVII người Tây Ban Nha đã nhận định Thái Bình Dương là một Mare clausum (nghĩa đen: biển kín), với chỉ duy nhất một lối vào từ Đại Tây Dương được biết đến đó là eo biển Magellan. Thời điểm đó eo biển này đặt dưới sự tuần tra của các hạm đội được cử đến để ngăn chặn sự xâm nhập của các con tàu không phải Tây Ban Nha. Ở Tây Thái Bình Dương, người Hà Lan đe dọa đến Philippines khi đó đang là thuộc địa của Tây Ban Nha.
Giai đoạn thế kỷ XVIII đánh dấu sự khởi đầu các chuyến thám hiểm lớn của người Nga ở Alaska và quần đảo Aleutian. Tây Ban Nha cũng cử các đoàn thám hiểm đến Tây Bắc Thái Bình Dương thuộc Bắc Mỹ và họ đã tới được đảo Vancouver thuộc miền Nam Canada cũng như Alaska. Người Pháp khai phá và định cư ở Polynesia, còn người Anh thì thực hiện ba chuyến du hành với sự tham gia của James Cook đến Nam Thái Bình Dương, Úc, Hawaii, và Tây Bắc Thái Bình Dương thuộc Bắc Mỹ. Vào năm 1768, nhà thiên văn học trẻ Pierre-Antoine Véron đã cùng với Louis Antoine de Bougainville thực hiện một chuyến hành trình khám phá, qua đó lần đầu tiên trong lịch sử thiết lập được bề rộng của Thái Bình Dương một cách chính xác. Cuộc thám hiểm Malaspina là một trong những chuyến hành trình khám phá khoa học đầu tiên do người Tây Ban Nha thực hiện từ 1789 đến 1794. Họ đã đi qua hầu khắp Thái Bình Dương, từ Cape Horn tới Alaska, Guam, Philippines, New Zealand, Úc, và Nam Thái Bình Dương.

### Thời kỳ chủ nghĩa đế quốc mới

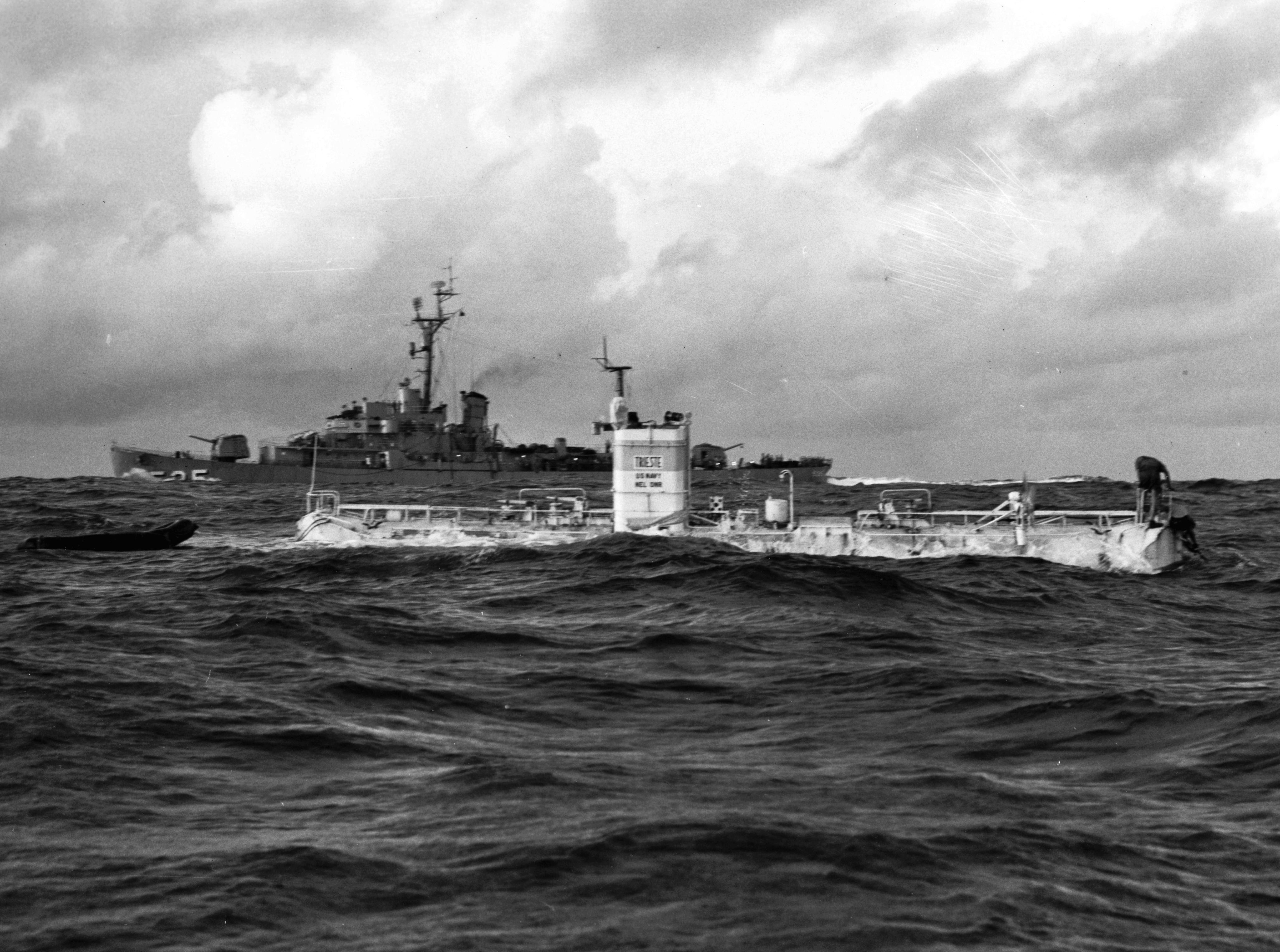
Tàu lặn Trieste trước chuyến hành trình xuống đáy rãnh Mariana, 23 tháng 1 năm 1960

Sự lớn mạnh của chủ nghĩa đế quốc trong giai đoạn thế kỷ XIX dẫn đến việc hầu khắp châu Đại Dương trở nên chịu sự chiếm đóng của các cường quốc châu Âu, và tiếp sau đó là Mỹ và Nhật Bản. Kho tri thức về hải dương học được đóng góp đáng kể nhờ các chuyến hành trình của tàu HMS Beagle có sự tham gia của Charles Darwin vào thập niên 1830; của tàu USS Tuscarora (1873–76); và tàu Gazelle của Đức (1874–76).

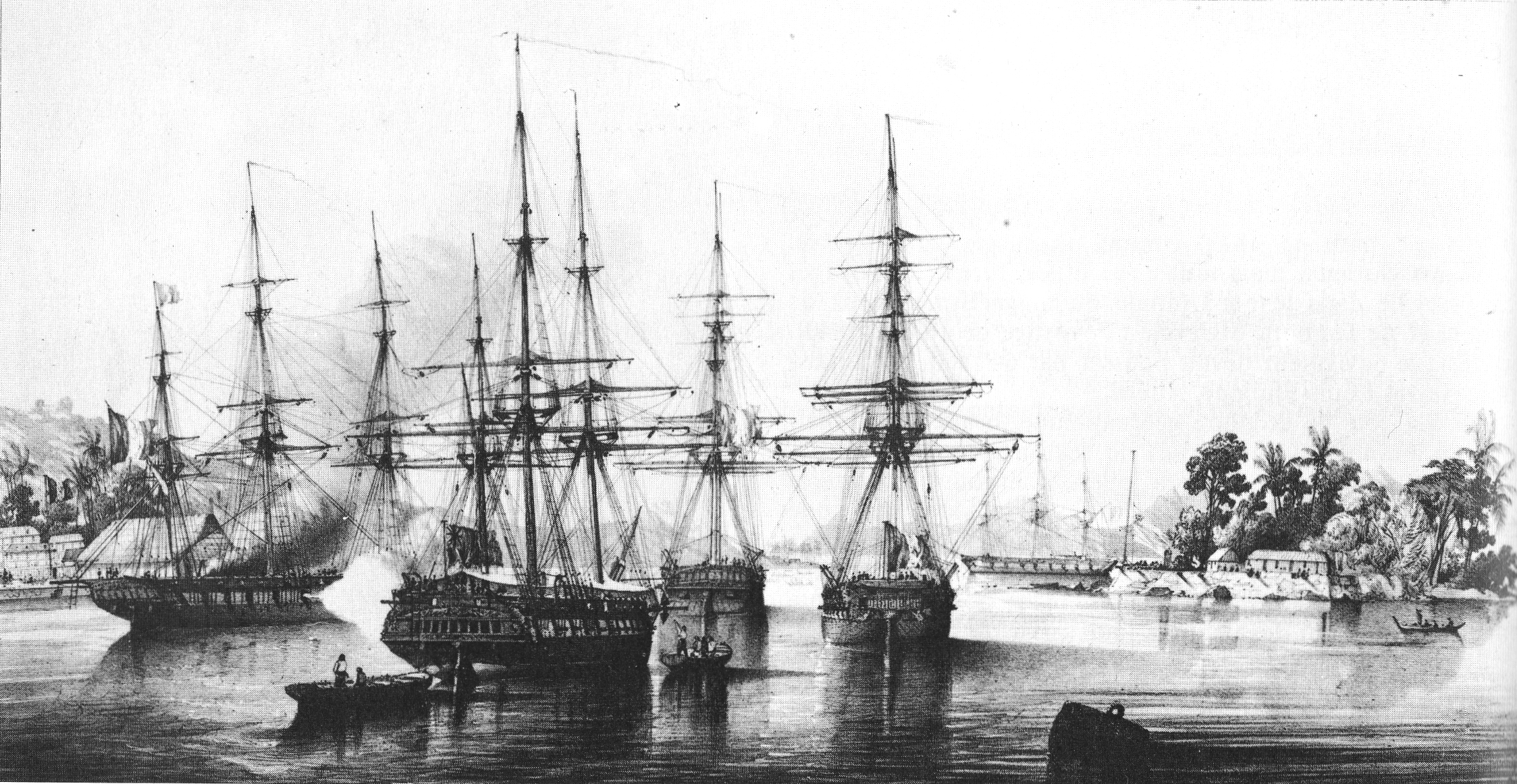
Dupetit Thouars tiếp quản Tahiti, 9 tháng 9 năm 1842.

Pháp trở thành đế quốc có vị thế hàng đầu ở châu Đại Dương sau khi lần lượt biến Tahiti và Nouvelle-Calédonie thành các vùng bảo hộ vào năm 1842 và 1853. Sau các chuyến tham quan đảo Phục Sinh vào các năm 1875 và 1887 thì đến năm 1888, sĩ quan hải quân người Chile Policarpo Toro đã tiến hành đàm phán với thổ dân Rapanui về vấn đề sáp nhập hòn đảo này vào Chile. Với việc chiếm đóng đảo Phục Sinh, Chile đã gia nhập nhóm các nước đế quốc.(tr53) Cho đến năm 1900, hầu như toàn bộ các đảo trên Thái Bình Dương đã nằm dưới sự quản lý của các quốc gia Anh, Pháp, Mỹ, Đức, Nhật Bản và Chile.
Mặc dù Mỹ đã nắm quyền kiểm soát Guam và Philippines từ tay Tây Ban Nha vào năm 1898, nhưng tới năm 1914 Nhật Bản mới là quốc gia chủ quản của hầu khắp vùng Tây Thái Bình Dương, rồi tiếp đó họ chiếm đóng thêm rất nhiều đảo trong Thế Chiến thứ Hai. Tuy nhiên, Nhật đã thất bại trong cuộc chiến, dẫn tới thế độc tôn của Hạm đội Thái Bình Dương Hoa Kỳ trên đại dương này. Kể từ sau Thế Chiến thứ Hai, rất nhiều thuộc địa trước đây ở Thái Bình Dương đã trở thành các quốc gia độc lập.

## Môi trường địa lí

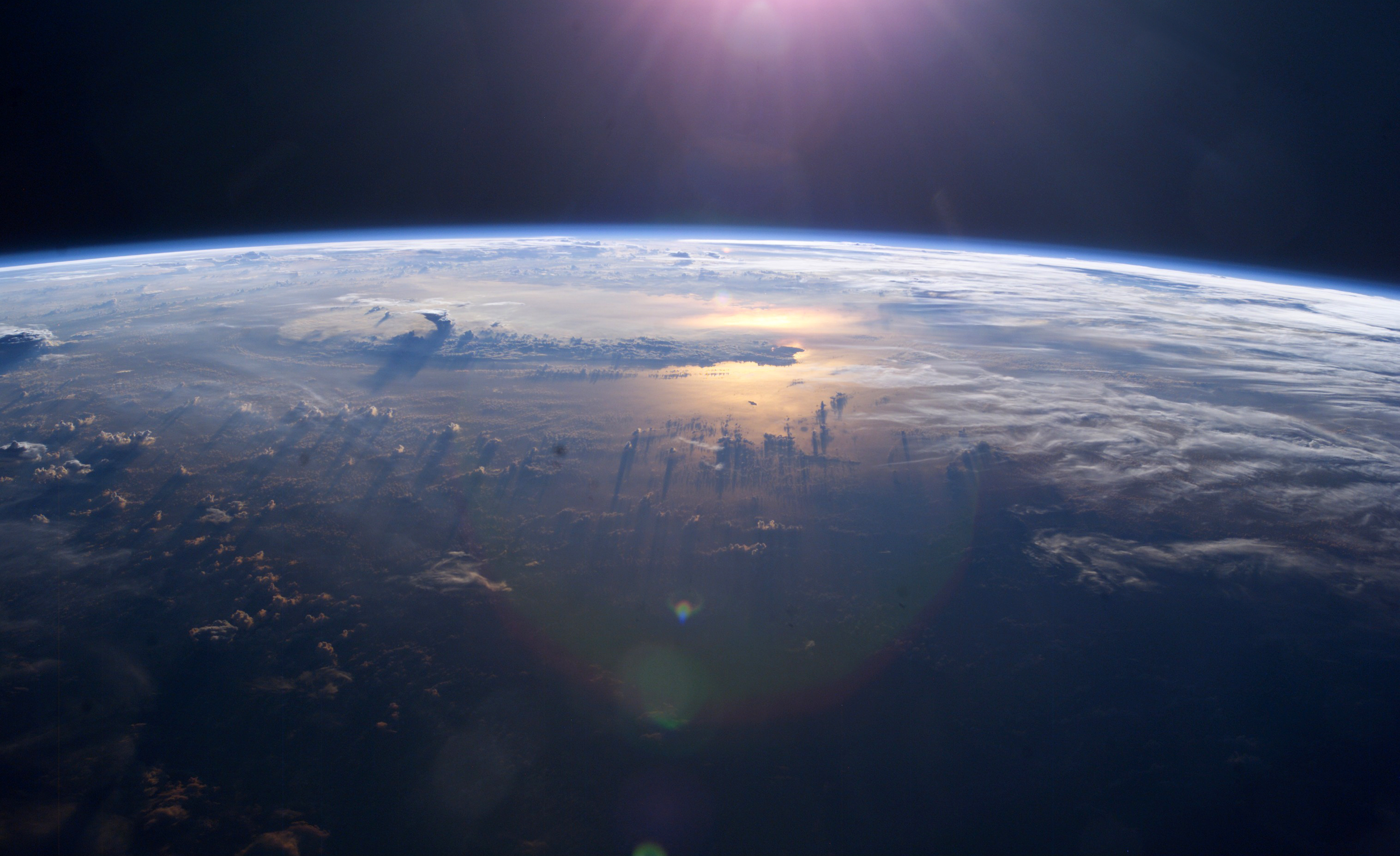
Hoàng hôn trên Thái Bình Dương nhìn từ Trạm vũ trụ Quốc tế (ISS).

Thái Bình Dương ngăn cách châu Á và châu Úc với châu Mỹ. Đại dương này có thể được chia thành hai phần nhỏ hơn là Bắc (Bắc Thái Bình Dương) và Nam (Nam Thái Bình Dương) bởi đường xích đạo. Với diện tích 165,2 triệu km² (63,8 triệu dặm²), Thái Bình Dương chiếm khoảng một phần ba diện tích bề mặt Trái Đất, lớn hơn con số 150 triệu km² (58 triệu dặm²) diện tích của toàn bộ phần đất liền trên Trái Đất cộng lại.
Thái Bình Dương trải dài khoảng 15.500 km (9.600 dặm) từ biển Bering ở vùng Bắc Cực đến ranh giới phía bắc của Nam Đại Dương tại vĩ tuyến 60 °N (các định nghĩa trước đây cho rằng nó trải dài đến biển Ross). Chiều rộng Đông-Tây lớn nhất của Thái Bình Dương là ở khoảng vĩ độ 5°B, tại đó nó trải dài xấp xỉ 19.800 km (12.300 dặm) từ Indonesia đến vùng duyên hải Colombia—con số tương đương chiều dài nửa vòng Trái Đất và gấp hơn năm lần đường kính Mặt Trăng. Thái Bình Dương cũng là nơi tồn tại điểm sâu nhất của lớp vỏ Trái Đất, nó nằm ở độ sâu 10.911 m (35.797 ft; 5.966 fathom) trong rãnh Mariana. Độ sâu trung bình của toàn đại dương là 4.280 m (14.040 ft; 2.340 fathom).
Do sự tác động của kiến tạo mảng, Thái Bình Dương hiện đang thu hẹp với tốc độ khoảng 2,5 cm (0,98 in) mỗi năm ở ba phía, hay chừng 0,52 km² (0,2 dặm²) diện tích mỗi năm. Ngược lại, kích cỡ của Đại Tây Dương đang dần tăng lên.
Dọc theo rìa phía tây của Thái Bình Dương tồn tại rất nhiều biển, lớn nhất trong số đó phải kể đến biển Celebes, biển Coral, biển Hoa Đông, biển Philippine, biển Nhật Bản, biển Đông, biển Sulu, biển Tasman, và Hoàng Hải. Trong khi eo biển Malacca nối liền Thái Bình Dương và Ấn Độ Dương ở phía tây thì ở phía đông, hai eo biển Drake và Magellan nối liền Thái Bình Dương với Đại Tây Dương. Ở phía bắc, Thái Bình Dương nối với Bắc Băng Dương qua eo biển Bering.
Bởi kinh tuyến 180 nằm giữa Thái Bình Dương nên ta có thể coi đó là ranh giới phân chia Thái Bình Dương ra làm hai phần: Tây Thái Bình Dương (tiếp giáp châu Á) thuộc về Đông bán cầu, và Đông Thái Bình Dương (tiếp giáp châu Mỹ) thuộc về Tây bán cầu.
Trong gần như toàn bộ quãng hành trình của Magellan từ eo biển Magellan đến Philippines, nhà thám hiểm thực sự thấy đây là một đại dương yên bình. Tuy nhiên, Thái Bình Dương không phải lúc nào cũng yên bình. Hàng năm luôn có rất nhiều cơn bão nhiệt đới hoành hành trên đại dương này; chúng cũng thường tấn công các đảo và đất liền châu lục tiếp giáp. Vùng vành đai Thái Bình Dương đầy rẫy núi lửa và khu vực này thường bị ảnh hưởng bởi động đất. Đôi khi xuất hiện những cơn sóng thần có nguồn gốc từ động đất dưới đáy biển, chúng phá hủy nhiều hòn đảo và trong một vài trường hợp là toàn bộ các khu dân cư.

### Phạm vi địa lí
Thái Bình Dương, phía bắc đến eo biển Bering, 65°44′ vĩ bắc, phía nam đến châu Nam Cực, 85°33′ vĩ nam, bước vĩ độ là 151°. Phía đông đến 78°08′ kinh tây, phía tây đến 99°10′ kinh đông, bước kinh độ là 177°. Chiều dài nam bắc chừng 15.900 kilômét, chiều rộng đông tây lớn nhất chừng 19.900 kilômét. Từ bờ biển Colombia ở châu Nam Mĩ đến bán đảo Mã Lai ở châu Á, có chiều đông tây dài nhất là 21.300 kilômét. Thể tích bao gồm phần thuộc biển là 714,41 triệu kilômét khối, thể tích không bao gồm phần thuộc biển là 696,189 triệu kilômét khối. Chiều sâu trung bình bao gồm phần biển là 3.939,5 mét, chiều sâu trung bình không bao gồm phần biển là 4.187,8 mét, chiều sâu lớn nhất đã biết là 11.033 mét, ở vào bên trong rãnh Mariana. Phía bắc lấy eo biển Bering chỉ rộng 102 kilômét làm biên giới, phía đông nam khai thông với Đại Tây Dương qua eo biển Drake ở giữa đảo Đất Lửa ở châu Nam Mĩ và Graham Land ở châu Nam Cực; đường phân giới với Ấn Độ Dương ở phía tây nam là: từ đảo Sumatra qua đảo Java đến đảo Timor, lại còn qua biển Timor đến mũi Londonderry ở bang Tây Úc, rồi lại từ miền nam nước Úc qua eo biển Bass, từ đảo Tasmania thẳng đến đất liền Nam Cực.

### Khí hậu

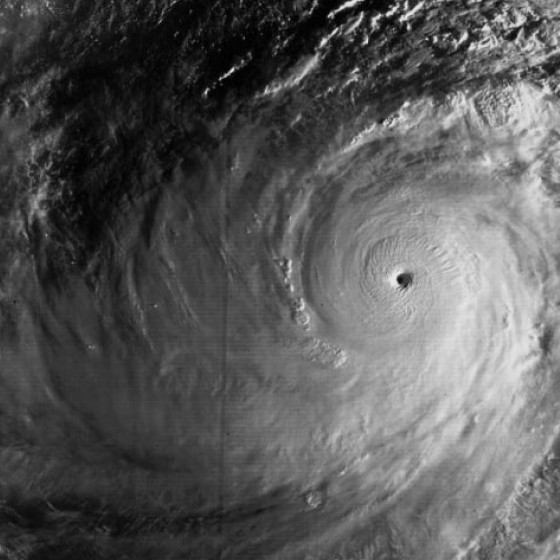
Bão Tip lúc mạnh nhất trong ngày 12 tháng 10 năm 1979

Mô hình khí hậu của hai nửa bán cầu Bắc và Nam nhìn chung là sự phản chiếu lẫn nhau. Trong khi gió mậu dịch hoạt động ổn định ở Đông và Nam Thái Bình Dương thì ở Bắc Thái Bình Dương, điều kiện thời tiết là đa dạng hơn hẳn; một ví dụ là nhiệt độ thấp tại vùng duyên hải phía đông nước Nga trái ngược với khí hậu ôn hòa ở British Columbia trong những tháng mùa đông do sự khác biệt về dòng hải lưu.

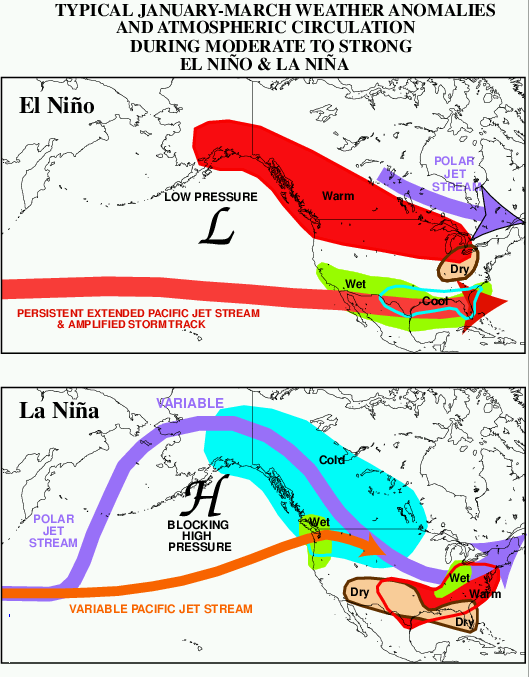
Tác động của El Niño và La Niña đến Bắc Mỹ

Ở vùng nhiệt đới và cận nhiệt đới Thái Bình Dương, El Niño - Dao động phương Nam (ENSO) là nhân tố tác động đến tình trạng thời tiết. Để xác định thời kỳ ENSO, người ta tính toán nhiệt độ bề mặt đại dương trung bình trong vòng ba tháng gần nhất tại khu vực cách Hawaii khoảng 3000 km (1900 dặm) về phía đông nam; nếu nhiệt độ đó cao hoặc thấp hơn 0,5 °C (0,9 °F) so với trung bình, thì El Niño hoặc La Niña được xem là đang có sự tiến triển.
Ở vùng nhiệt đới Tây Thái Bình Dương, mùa mưa xảy ra vào những tháng hè và nó có mối liên hệ với gió mùa; trái ngược với những cơn gió lạnh khô thổi trên đại dương vào mùa đông có nguồn gốc từ đất liền châu Á. Trên Trái Đất, xoáy thuận nhiệt đới (thường gọi là bão) hoạt động đỉnh điểm vào giai đoạn cuối mùa hè, thời điểm mà sự chênh lệch giữa nhiệt độ bề mặt đại dương và nhiệt độ trên cao là lớn nhất; tuy nhiên, mỗi khu vực có một mô hình mùa bão khác biệt. Trên quy mô toàn cầu, tháng 5 là tháng bão ít hoạt động nhất, còn tháng 9 là tháng hoạt động mạnh nhất. Tháng 11 là tháng duy nhất mà tất cả các khu vực xoáy thuận nhiệt đới đều cùng trong giai đoạn hoạt động chính thức. Xoáy thuận nhiệt đới có khả năng hình thành ở vùng biển phía nam Mexico, sau đó tấn công vùng duyên hải Tây Mexico và thi thoảng là vùng Tây Nam Hoa Kỳ trong khoảng tháng 6 đến tháng 10; còn ở Tây Thái Bình Dương, chúng hình thành và di chuyển vào đất liền Đông Á và Đông Nam Á chủ yếu trong giai đoạn từ tháng 5 đến tháng 12.
Xa về vùng cực Bắc, băng xuất hiện nhiều nhất từ tháng 10 đến tháng 5; trong khi sương mù hiện hữu bền bỉ từ tháng 6 đến tháng 12. Áp thấp ở vịnh Alaska duy trì tình trạng ẩm ướt và ấm áp trong những tháng mùa đông cho vùng duyên hải phía nam. Ở những khu vực vĩ độ trung, gió Tây và dòng tia (dòng khí hẹp thổi trên cao) có thể rất mạnh, đặc biệt là ở Nam bán cầu do sự khác biệt về nhiệt độ giữa vùng nhiệt đới và châu Nam Cực, nơi ghi nhận nhiệt độ thấp nhất trên hành tinh mà con người từng đo được.

### Địa hình địa mạo
Đường Anđêzit là đường phân giới trọng yếu nhất trong địa mạo Thái Bình Dương, đem đá mácma mafic ở tầng khá sâu của bồn địa Trung Thái Dương phân cách với đá mácma felsic nửa chìm xuống ở ven rìa lục địa. Đường Anđêzit đi sát bên đảo lớn và nhỏ ở phía tây bang California, phía nam quần đảo Aleut, phía đông bán đảo Kamchatka, quần đảo Nhật Bản, quần đảo Mariana, quần đảo Solomon, thẳng đến New Zealand; cũng duỗi dài về hướng đông bắc đến phía tây mạch núi Andes, châu Nam Mĩ và México, rồi lại bẻ cong trở về bang California. Các khu vực duỗi dài về phía đông của đất liền châu Á và đất liền châu Đại Dương như Indonesia, Philippines, Đài Loan, Nhật Bản, New Guinea và New Zealand tất cả đều ở ngoài đường Anđêzit.

#### Đất liền
Vùng đất liền lớn nhất ở hoàn toàn vào bên trong hải vực Thái Bình Dương là đảo New Guinea - cũng là đảo lớn thứ hai thế giới. Hầu như tất cả đảo khá nhỏ trên Thái Bình Dương đều ở vào giữa 30° vĩ bắc và 30° vĩ nam, từ Đông Nam Á duỗi dài đến đảo Phục Sinh; hải vực còn lại của Thái Bình Dương gần như đều bị nước phủ kín. Đại tam giác Polynesia được hình thành do nối liền đảo Hawaii, đảo Phục Sinh và New Zealand đã vây chung quanh không ít đảo lớn và nhỏ, chúng nó tách ra lần lượt là quần đảo Cook, quần đảo Marquises, quần đảo Samoa, quần đảo Société, quần đảo Tokelau, quần đảo Tonga, quần đảo Tuamotu, quần đảo Tuvalu và quần đảo Wallis và Futuna.
Có rất nhiều đảo nhỏ của Micronesia ở về phía bắc xích đạo và phía tây đường đổi ngày quốc tế, trong đó bao gồm quần đảo Caroline, quần đảo Marshall và quần đảo Mariana.
Ở góc tây nam của Thái Bình Dương thì có Melanesia do New Guinea đứng đầu. Quần đảo trọng yếu khác ở Melanesia vẫn có quần đảo Bismarck, quần đảo Fiji, đảo New Caledonia, quần đảo Solomon và quần đảo New Hebrides.
Loại hình đảo lớn và nhỏ ở Thái Bình Dương đa dạng, có bốn loại hình đảo lớn và nhỏ: đảo ven đất liền, đảo bồi tích, đá ngầm san hô và đảo núi lửa. Đảo ven đất liền ở bên ngoài đường Anđêzit, bao gồm đảo New Guinea, quần đảo Philippines và đảo Đài Loan. Những đảo này nối liền nhau với đất liền ở gần đó. Đảo núi lửa, như đảo Bougainville, đảo Hawaii và quần đảo Solomon, rất nhiều đảo vẫn có núi lửa sống hoạt động.

#### Đảo lớn và nhỏ

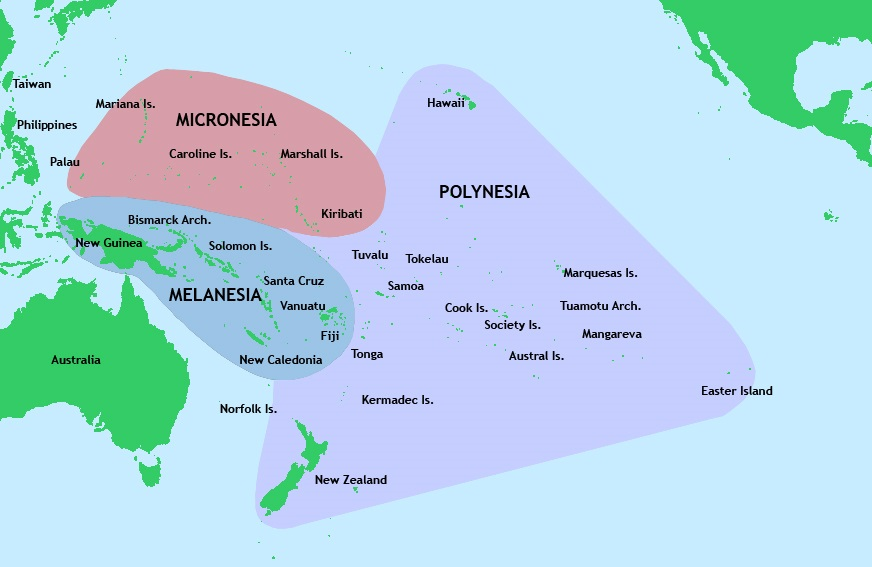
Melanesia, Micronesia và Polynesia.

Thái Bình Dương có chừng 10.000 đảo lớn và nhỏ, tổng diện tích hơn 4,4 triệu kilômét vuông, chiếm chừng 45% tổng diện tích đảo lớn và nhỏ thế giới. Đảo ven đất liền chủ yếu phân bố ở phía tây của Thái Bình Dương, thí dụ như quần đảo Nhật Bản, đảo Đài Loan, quần đảo Philippines, đảo Kalimantan, đảo New Guinea, v.v; phía giữa có rất nhiều đảo hải dương (đá ngầm san hô và đảo núi lửa) phân tán chi chít.
Đảo lớn và nhỏ ở Thái Bình Dương đông nhiều, chủ yếu phân bố ở hải vực phía tây và phía giữa, theo tính chất chia làm hai loại lớn đảo đất liền và đảo hải dương. Đảo đất liền thông thường có liên hệ với đất liền về phương diện cấu tạo địa chất, thí dụ như quần đảo Nhật Bản, đảo Đài Loan, quần đảo Philippines, quần đảo Indonesia và đảo New Guinea - đảo lớn thứ hai thế giới. Đảo hải dương chia làm đá ngầm san hô và đảo núi lửa. Hải vực rộng lớn ngả về phía tây ở Trung Thái Bình Dương, từ tây về đông có ba quần đảo lớn: Melanesia, Micronesia và Polynesia. Trong đó quần đảo Melanesia phần nhiều là đảo đất liền, quần đảo Hawaii thuộc quần đảo Polynesia là quần đảo núi lửa nổi tiếng, quần đảo Micronesia hầu như đều là đá ngầm san hô.
Đá ngầm san hô ở Nam Thái Bình Dương là những cấu trúc tồn tại ở vùng biển nông hình thành trên dòng chảy dung nham ba-zan dưới bề mặt đại dương; tiêu biểu nhất phải kể đến đá ngầm san hô Great Barrier ngoài khơi Đông Bắc Úc. Một dạng đảo khác hình thành từ san hô đó là nền san hô nâng cao và chúng thường lớn hơn một chút so với các đảo san hô có độ cao thấp. Một vài ví dụ bao gồm đảo Banaba và rạn san hô vòng Makatea.

#### Địa hình đáy biển
Được chia làm 3 bộ phận lớn khu vực nước sâu trung tâm, khu vực nước cạn ven rìa, thềm lục địa. Về cơ bản, bồn địa biển sâu dưới 2.000 mét chiếm chừng 87% tổng diện tích, bộ phân ven rìa ở giữa 200 đến 2.000 mét chiếm chừng 7,4%, thềm lục địa trong 200 mét chiếm chừng 5,6%. Nửa phần phía bắc có bồn trũng đại dương cực kì to lớn, phía tây có nhiều cung đảo, bên ngoài cung đảo có nhiều rãnh biển sâu. Biển ven rìa ở phía bắc và phía tây có thềm lục địa rộng lớn, chiều sâu của vùng nước sâu ở phía giữa vượt qua 5.000 mét. Quần đảo Hawaii và quần đảo Line đem vùng nước sâu ở giữa phân cách thành bồn trũng đại dương Đông bắc Thái Bình Dương, bồn trũng đại dương Tây nam Thái Bình Dương, bồn trũng đại dương Tây bắc Thái Bình Dương và bồn trũng đại dương Trung Thái Bình Dương. Đáy biển có số lượng nhiều nón núi lửa. Chiều sâu của vùng nước ven rìa phần nhiều trên 5.000 mét, diện tích bồn trũng đại dương khá nhỏ.

#### Động đất và núi lửa

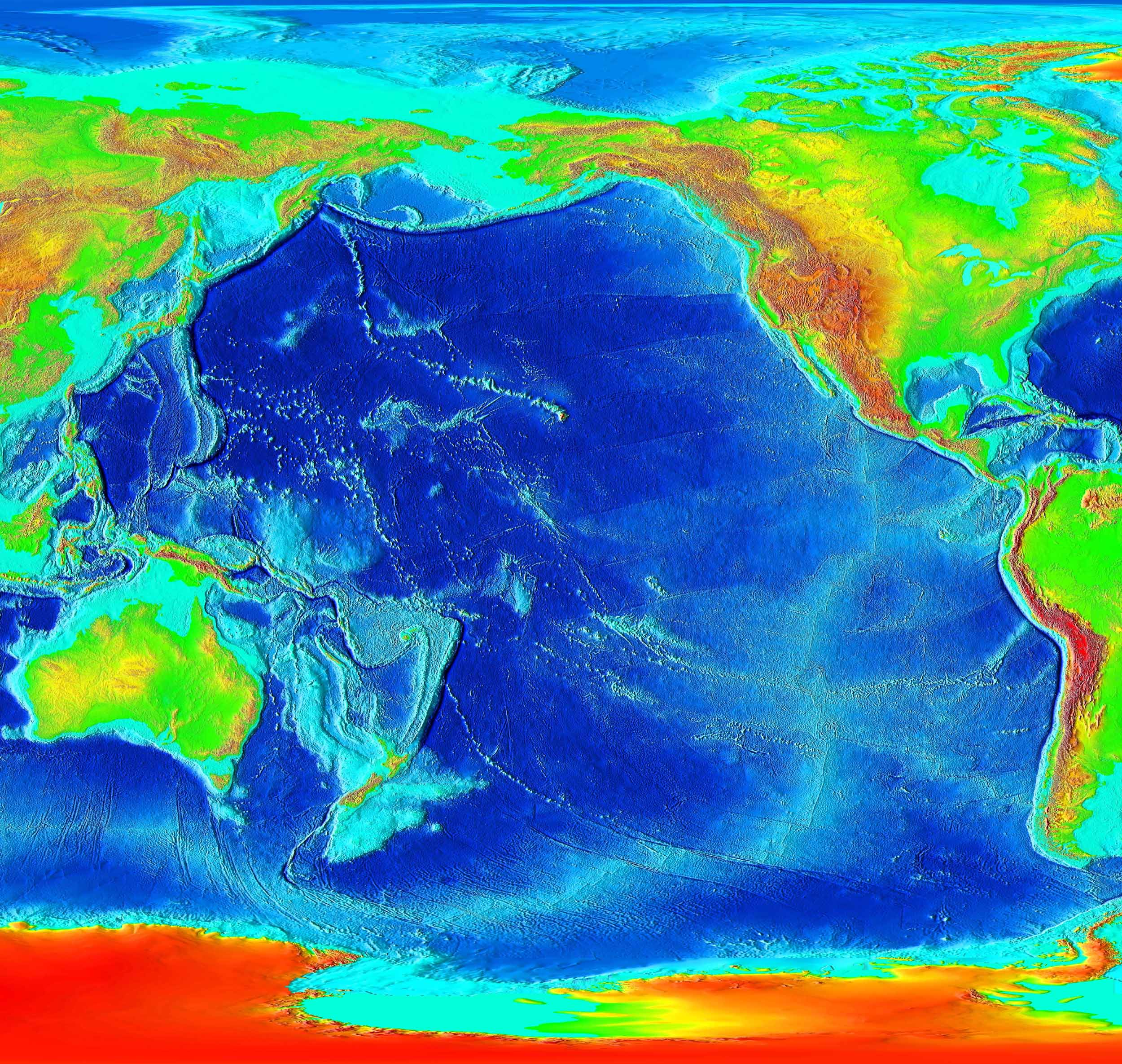
Bao quanh Thái Bình Dương là rất nhiều núi lửa và rãnh đại dương

Chừng 85% núi lửa sống và 80% động đất ở thế giới tập trung ở khu vực Thái Bình Dương. Hệ thống núi Cordillera châu Mĩ ở bờ tây Thái Bình Dương và quần đảo hình dạng vòng hoa ở rìa Tây Thái Bình Dương là khu vực có núi lửa hoạt động mãnh liệt nhất trên thế giới, núi lửa sống phần nhiều đạt hơn 370 quả núi, có danh hiệu "vòng lửa Thái Bình Dương", động đất dồn dập.
Nằm trong vòng lặp kín của đường Anđêzit là rất nhiều rãnh sâu, núi lửa chìm, và các đảo núi lửa – nét đặc trưng của vùng Thái Bình Dương. Tại đây dung nham bazan chảy chậm ra phía ngoài những khe nứt, hình thành nên những núi lửa hình vòm. Phần đỉnh bị bào mòn của những núi lửa này tạo ra các chuỗi, vòng cung, cụm đảo. Ở phía ngoài đường andesit, vành đai lửa Thái Bình Dương là khu vực chứng kiến núi lửa hoạt động nhiều nhất trên Trái Đất. Tên gọi vành đai lửa để chỉ hàng trăm núi lửa còn hoạt động tọa lạc phía trên các đới hút chìm khác nhau.
Thái Bình Dương là đại dương duy nhất được bao quanh gần như toàn bộ bởi các đới hút chìm. Chỉ có vùng bờ biển Nam Cực và Úc là không có đới hút chìm ở gần đó.
Thái Bình Dương hình thành vào 750 triệu năm trước tại thời điểm siêu lục địa Rodinia phân tách mặc dù nó nhìn chung được gọi là đại dương Panthalassa (Toàn Đại Dương) cho tới khi siêu lục địa Pangea phân tách vào khoảng 200 triệu năm trước. Đáy Thái Bình Dương cổ xưa nhất chỉ khoảng 180 triệu năm tuổi, và lớp vỏ cổ hơn nay đã nằm ở phía dưới.
Trong lòng Thái Bình Dương tồn tại một vài chuỗi núi ngầm dài hình thành ở những điểm nóng núi lửa hoạt động. Có thể kể ra như chuỗi Hawai–Emperor và Louisville.

### Hải lưu và thủy triều

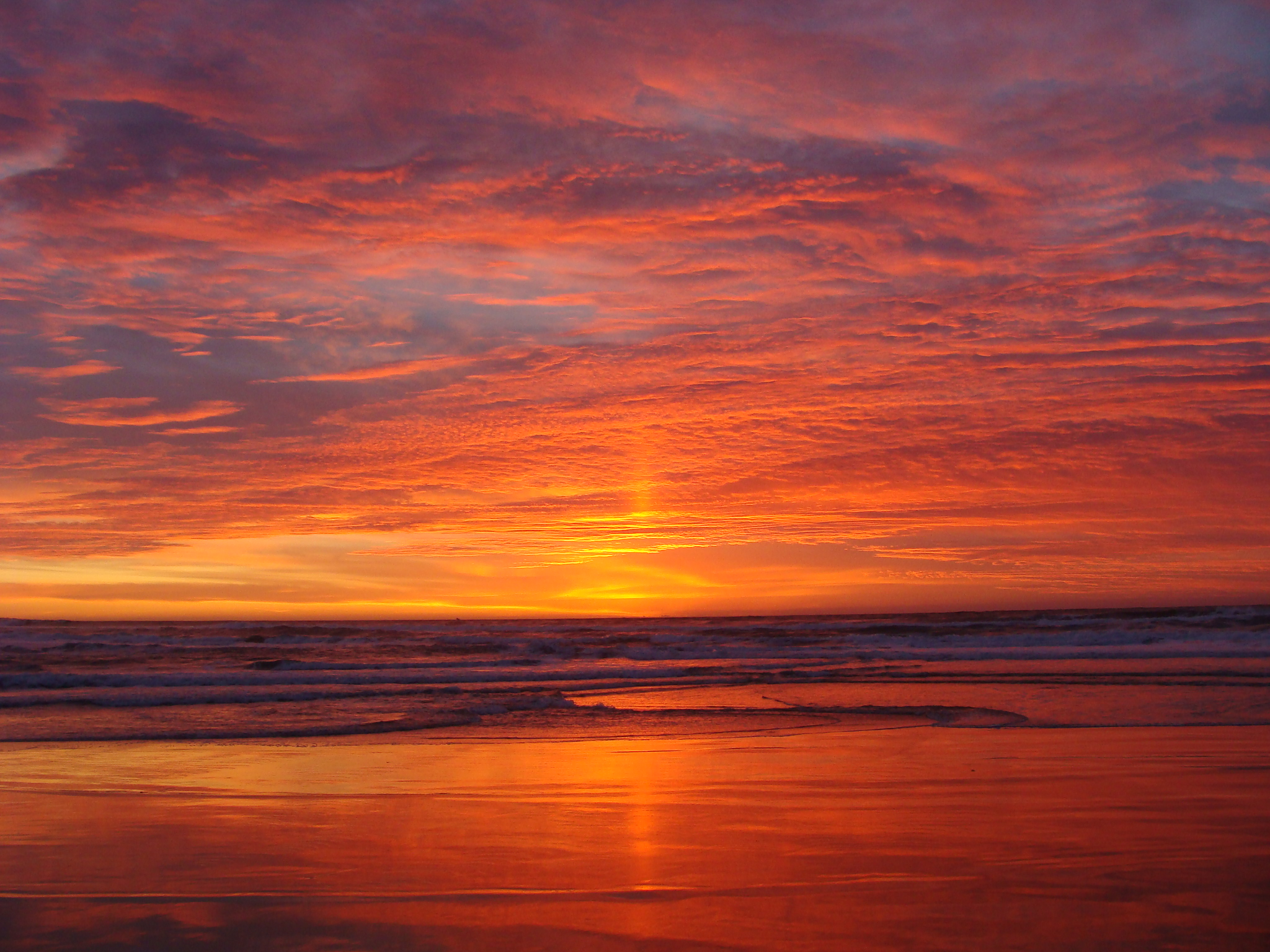
Hoàng hôn ở quận Monterey, California, Hoa Kỳ

Thể tích nước của Thái Bình Dương chiếm khoảng 50,1% thể tích nước của toàn bộ đại dương trên Trái Đất, với giá trị ước tính 714 triệu km³. Nhiệt độ nước bề mặt có thể thay đổi từ mức −1,4 °C (29,5 °F) tương đương điểm đóng băng của nước biển ở vùng cực tới 30 °C (86 °F) ở gần xích đạo. Độ mặn cũng có sự biến đổi theo vĩ độ, đạt tối đa 37 phần nghìn tại khu vực phía đông nam. Vùng nước gần xích đạo có thể có độ mặn thấp ở mức 34 phần nghìn, thấp hơn các khu vực vĩ độ trung do ở gần xích đạo mưa xảy ra nhiều trong cả năm. Giá trị độ mặn thấp nhất−nhỏ hơn 32 phần nghìn−được tìm thấy ở phương Bắc do ít có sự bay hơi của nước biển ở những vùng băng giá.
Sự chuyển động của dòng nước thường là theo chiều kim đồng hồ ở Bắc bán cầu và ngược chiều kim đồng hồ ở Nam bán cầu. Dòng hải lưu Bắc xích đạo Thái Bình Dương chuyển động về phía tây dọc theo vĩ tuyến 15°B bởi gió mậu dịch, khi đến gần Philippines chuyển hướng Bắc trở thành hải lưu Kuroshio. Tới khoảng 35°B, phần chủ yếu của Kuroshio chuyển hướng Đông, cuối cùng sáp nhập vào dòng hải lưu Bắc Thái Bình Dương. Hải lưu Aleut, khi tới gần Bắc Mỹ tách ra thành hải lưu Alaska và hải lưu California; trong khi một nhánh khác của nó tiến vào biển Bering tạo nên một hoàn lưu chuyển động ngược chiều kim đồng hồ. Dòng hải lưu Nam xích đạo Thái Bình Dương chảy về phía tây trong khoảng vĩ độ từ 5°B đến 15°–20°N tới kinh tuyến 180 thì bị phân tách. Phần chuyển động lên phía bắc trộn lẫn với dòng hải lưu ngược còn phần chuyển động xuống phía nam trở thành hải lưu Đông Úc và một dòng chảy di chuyển qua vùng biển phía đông New Zealand. Một phần dòng chảy này nhập vào hải lưu vòng Nam Cực và hải lưu Nam Thái Bình Dương, còn lại chảy về phía đông tạo thành hải lưu Humboldt.

### Các quốc gia và vùng lãnh thổ tiếp giáp

#### Quốc gia có chủ quyền
- Úc
- Brunei
- Campuchia
- Canada
- Chile
- Trung Quốc1
- Colombia
- Costa Rica
- Ecuador
- El Salvador
- Liên bang Micronesia
- Fiji
- Guatemala
- Honduras
- Indonesia
- Nhật Bản
- Kiribati
- CHDCND Triều Tiên
- Hàn Quốc
- Malaysia
- Quần đảo Marshall
- México
- Nauru
- New Zealand
- Nicaragua
- Palau
- Panama
- Papua New Guinea
- Perú
- Philippines
- Nga
- Samoa
- Singapore
- Quần đảo Solomon
- Đài Loan1
- Thái Lan
- Đông Timor
- Tonga
- Tuvalu
- Hoa Kỳ
- Vanuatu
- Việt Nam

1 Tình trạng chính trị của Đài Loan và Trung Quốc hiện có sự tranh cãi. Để biết thêm thông tin, xem Vị thế chính trị Đài Loan.

#### Vùng lãnh thổ
- Samoa thuộc Mỹ (Mỹ)
- Đảo Baker (Mỹ)
- Quần đảo Cook (New Zealand)
- Quần đảo Biển San hô (Úc)
- Đảo Phục Sinh (Chile)
- Polynésie thuộc Pháp (Pháp)
- Guam (Mỹ)
- Hồng Kông (Trung Quốc)
- Đảo Howland (Mỹ)
- Đảo Jarvis (Mỹ)
- Đảo Johnston (Mỹ)
- Ám tiêu Kingman (Mỹ)
- Ma Cao (Trung Quốc)
- Rạn san hô vòng Midway (Mỹ)
- Nouvelle-Calédonie (Pháp)
- Niue (New Zealand)
- Đảo Norfolk (Úc)
- Quần đảo Bắc Mariana (Mỹ)
- Rạn san hô vòng Palmyra (Mỹ)
- Quần đảo Pitcairn (Anh)
- Tokelau (New Zealand)
- Wallis và Futuna (Pháp)
- Đảo Wake (Mỹ)

## Sự hình thành biển - đại dương

### Giả thuyết chia tách Mặt Trăng
Thái Bình Dương là đơn nguyên cấu tạo địa chất lớn nhất trên Trái Đất, so với Đại Tây Dương, Ấn Độ Dương và Bắc Băng Dương, nó có rất nhiều lịch sử diễn hoá đặc biệt độc nhất và "không giống ai", thí dụ như vành đai động đất, núi lửa bao quanh Thái Bình Dương, hệ thống cung đảo - rãnh biển phát triển rộng lớn và sự sai biệt rõ ràng trong lịch sử cấu tạo địa chất ở hai bờ địa dương. Điều này khiến rất nhiều người tin rằng, Thái Bình Dương khả năng có nguyên nhân hình thành dị biệt. Từ xưa tới nay, các nhà khoa học đã nêu ra quá nhiều giả thuyết liên quan đến nguyên nhân hình thành Thái Bình Dương, trong đó cái làm cho người ta phải để mắt, nhìn kĩ nhất chính là "Giả thuyết chia tách Mặt Trăng" do nhà thiên văn học, nhà số học quốc tịch Anh George Howard Darwin nêu ra vào năm 1878.
Darwin cho biết, thời kì đầu của Trái Đất ở vào trạng thái bán dung nham, tốc độ tự quay của nó rất nhanh so với bây giờ, đồng thời dưới tác dụng lực hấp dẫn của Mặt Trời sẽ phát sinh thủy triều sáng và tối. Nếu chu kì dao động của thủy triều giống nhau với chu kì dao động cố hữu của Trái Đất, thì lập tức sẽ phát sinh hiện tượng cộng hưởng, khiến cho biên độ dao động càng ngày càng lớn, cuối cùng có khả năng gây ra cắt xé phá vỡ cục bộ, khiến một bộ phận vật thể bay rời khỏi Trái Đất, biến thành là Mặt Trăng, nhưng mà hố lõm để lại dần dần biến thành là Thái Bình Dương. Bởi vì mật độ của Mặt Trăng (3,341 g/cm³) gần giống như mật độ của vật chất phần cạn Trái Đất (mật độ trung bình của nham thạch quyển bao gồm tầng đá peridotit nội tại ở phần đỉnh lớp phủ là 3,2 - 3,3 g/cm³), hơn nữa nhiều người cũng quan trắc xác thật được rằng, tốc độ tự quay của Trái Đất có hiện tượng càng sớm càng lẹ, liền khiến "Giả thuyết chia tách Mặt Trăng" của George Howard Darwin đã giành được sự ủng hộ của rất nhiều người. Tuy nhiên, một số người nghiên cứu chỉ ra, muốn khiến vật thể trên Trái Đất bay ra khỏi, tốc độ tự quay của Trái Đất nên phải mau hơn 4,43 radian/giờ, tức là thời gian của một ngày và đêm không được lớn hơn 1 giờ 25 phút. Chẳng lẽ Trái Đất thời kì đầu đã có tốc độ quay mau như vậy sao? Điều này hiển nhiên rất khó khiến người ta tin tưởng. Hơn nữa, nếu Mặt Trăng đúng là từ Trái Đất bay ra ngoài, thì quỹ đạo chuyển động của Mặt Trăng nên phải ở trên mặt xích đạo của Trái Đất, nhưng sự thật là không giống như vậy. Ngoài ra, đá Mặt Trăng phần lớn có sẵn giá trị tuổi thọ cổ xưa rất nhiều (4 tỉ đến 4,55 tỉ năm), nhưng mà đá cổ xưa nhất đã được tìm kiếm trên Trái Đất chỉ có 3,8 tỉ năm, điều này hiển nhiên cũng mâu thuẫn nhau với giả thuyết bay ra. Cuối cùng, mọi người đã vứt bỏ quan điểm này. Từ niên đại 50 - 60 thế kỉ XX tới nay, bởi vì tiến triển của môn ngành địa chất học thiên thể, mọi người phát hiện, Mặt Trăng, sao Hoả, sao Kim và sao Thủy ở lân cận Trái Đất tất cả đều phát triển rộng khắp hố va chạm có vẫn thạch, có cái quy mô tương đương cực kì to lớn. Điều này không thể không khiến mọi người nghĩ rằng, Trái Đất cũng có khả năng mắc phải tác dụng va chạm đồng dạng.